# Глациално езеро
В геологията глациално езеро е вид езеро, образувано или от задържането на вода от морена или бент по време на оттеглянето топящите ледниците, или от топяща се вода, захваната от лед, поради изостатична депресия на кората около леда. В края на последната ледникова епоха преди около 10 000 години, големите глациални езера са били широко разпространени, най-вече в северното полукълбо.
В някои случаи такива езера постепенно се изпаряват през периода на затопляне след кватернерната ледена епоха. В други случаи, като ледниковото езеро Мисула и леденото езеро Уисконсин в Съединените щати, внезапното разкъсване на подпорния бент причинява наводнение от ледниково езеро, бързо и катастрофално изпускане на затъналата вода, което води до образуването на проломи и други структури надолу по течението на предишното езеро.
В Обединеното кралство, езерото Бристол, езерото Харисън и Езерото Пикърджър са примери за глациални езера. Железното дефиле в Шропшир и хълмовете на Хъбард в Линкълншир са примери за канал за пренасищане на лед, който е създаден, когато водата на глациалното езеро се издига достатъчно високо, за да наруши най-ниската точка в съдържащия се вододел. 
Оттеглящите се ледници на тропическите Анди образуват редица глациални езера, особено в Кордилера Бланка в Перу, където са 70% от всички тропически ледници. Няколко такива езера са се образували бързо през 20 век. Тези езера могат да прелеят, което създава опасност от наводнения за зоните по-долу. Много естествени езера (обикновено морени), съдържащи сладка вода, са подсилени с язовирни стени за безопасност. В Кордилера Бланка са построени около 34 язовира, които съдържат глациални езера.
Няколко глациални езера са се формирали през последните десетилетия в края на ледниците в източната част на Новозеландските Южните Алпи. До най-достъпното езеро Тасман се организират разходки на туристи.